# 山本真夢
山本 真夢（やまもと まゆ、1991年11月26日 - ）は、日本の女優、タレントである。旧芸名は山本 真由（読み同じ）。愛称はまゆお、まゆちゃん。
東京都八王子市出身。グラビア甲子園2014ファイナリスト。

## 来歴
中学2年生より劇団東俳に所属。2006年『14才の母』のクラスメイト役でデビュー。
Claudiaに所属したのち、一時芸能活動を休止していたが、2013年9月よりアミティープロモーションに所属し活動再開。この際、芸名を真由から真夢に変更している。2015年12月、株式会社ココジャパンへ移籍。その後、2018年から2021年まで株式会社アンセムに所属していた。2022年2月1日付で、かねてから親交のあった舞台女優・植野祐美が主催する企画団体「Daisy times produce」に加入したことをTwitterにて報告。
現在は主に舞台女優・モデルとして活動するほか、プロデュースやキャスティングの仕事などもしている。

## 人物
- 身長154cm、靴のサイズは22.5cm。
- 趣味は、カラオケ、ヨガ、アニメ、お酒。
- 特技は、アルトサックス、目覚まし無しで起きる、ものまね、おえかき。
- 好きなことは、眼鏡、帽子や小物集め。愛犬と遊ぶこと。
- 好きなキャラクターは、グーフィー。
- 愛犬家で4匹の犬を飼っていた。2020年からは愛犬のそっちゃんと暮らしている。
- 体調管理の為、毎朝ランニングを行っている。
- 芸能界に入ろうと思ったきっかけは、人見知りを克服するためで[1]、苦手だった演技が現在では好きなことに変わった。

## 出演

### 舞台
2010年
- アリスインプロジェクト「Alice in deadly school」（2010年10月14日 - 17日、新馬場・六行会ホール） - 緑浜塔欄 役

2014年
- 劇団マツモトカズミ「結婚の偏差値 舞台編」（2014年1月22日 - 26日、新宿・SPACE107） - 設楽メイサ 役 
- 劇団マツモトカズミ「結婚の偏差値Ⅱ DEAD OR ALIVE」（2014年9月10日 - 23日、西新宿・新宿村LIVE） - トモ 役 

2015年
- 劇団マツモトカズミ「新・幕末純情伝」（2015年1月7日 - 11日、初台・新国立劇場(小劇場)） - 志乃 役 　
- 「ホテル・ミリオン・ドールズ」椿チーム（2015年1月22日 - 27日、池袋・シアターグリーン BASE THEATER） - 主演・日影ユウリ 役 
- LIVEDOG Produce「ちょいとビターな日曜日」（2015年3月25日 - 29日、笹塚ファクトリー） - 井川 役 
- @emotion presents Expression「CRAZY SOUND」（2015年4月22日 - 26日、日暮里・d-倉庫） - ヒロイン・リーズ 役
- LIVEDOG Produce「壊れかけの恋唄」（2015年7月15日 - 20日、西新宿・新宿村LIVE） - ミサ 役
- skプロデュース「choice」（2015年8月15日 - 20日、経堂・クリエイティブスクエア） - リラ 役
- メディア・ワークス プロデュース「不知森の神石〜アル・カポネに出逢ったら〜」（2015年10月8日 - 12日、新馬場・六行会ホール） - 神菜子 役
- Theatrical company Toy Late Lie「稔」（2015年11月7日 - 12日、ザムザ阿佐谷） - 松本七海 役
- GENKI Produce「トナカイブルース」（2015年12月22日 - 27日、中野ザ・ポケット） - 宮原こゆき 役

2016年
- SANETTY Produce「Over Smile」（2016年2月10日 - 15日、西新宿・新宿村LIVE） - ペネルペ 役
- LIVEDOG Produce「透明少女」（2016年4月9日 - 17日、西新宿・新宿村LIVE） - 斉藤マナブ君 役
- 進戯団夢命クラシックス「OTOGI狂詩曲」（2016年5月25日 - 29日、中目黒・キンケロ・シアター） - 雪女 役
- fragment edge「うみがめくれる -inversion-」（2016年8月3日 - 7日、新宿三丁目・SPACE雑遊） - 皆川ましろ 役
- アリスインプロジェクト「魔銃ドナークロニクル」（2016年9月28日 - 10月2日、新馬場・六行会ホール） - ミュート 役
- FPアドバンスプロデュース公演 舞台版「東京ボーイズコレクション〜愛の唄〜」（2016年11月5日 - 13日、西新宿・新宿村LIVE） - 相沢瑞樹 役
- fragment edge「プリンセス・アジェンダ」（2016年12月21日 - 25日、池袋・シアターKASSAI） - 早乙女サナ 役

2017年
- アリスインプロジェクト「真説・まなつの銀河に雪のふるほし」（2017年1月11日 - 15日、新馬場・六行会ホール） - ダンテ 役
- 朝倉薫プロデュース・ガールズハイパーミュージカル「タイラー×2」ソラ組（2017年2月22日 - 26日、新宿御苑前・シアターサンモール） - スバル・モトカワ 役
- アリスインプロジェクト「イマジカル・マテリアル」（2017年3月15日 - 20日、西新宿・新宿村LIVE） - ルナエ(ツキオカ・ヤツエ) 役
- TRIBEプロデュース「good and evil」（2017年6月14日 - 18日、六行会ホール） - 雫 役
- N企画プロデュース「稔」（2017年7月5日 - 9日、高島平・LIVEstage hodgepodge） - 松本七海 役
- オッドエンタテインメント「蒼海のティーダ〜Truth〜」（2017年8月9日 - 13日、CBGKシブゲキ!!） - ソフィ 役
- fragment edge「廃街の紙天使たちへ」（2017年9月2日 - 10日、下落合・TACCS1179） - ユラ・アリエス 役
- 大人じゃないモン☆presents「TONKACHI-GIRL」（2017年11月22日 - 26日、八幡山ワーサルシアター） - 主演 春見一夏（はるみいちか） 役
- ASSH「雷ケ丘に雪が降る」（2017年12月20日 - 24日、俳優座劇場） - 佐保 役

2018年
- オッドエンタテインメント「オッドフェスVol.2」（2018年1月5日、渋谷・シダックスカルチャーホールA） - ゲスト出演
- RAINproduce「雨を忘れる」（2018年2月21日 - 25日、アトリエファンファーレ高円寺） - ヒロイン・北山詩織 役
- otonapro「初等教育ロイヤル」（2018年4月4日 - 8日、シアターサンモール） - 3年生 吉田さん 役
- yoppy projectプロデュース「Battle Butler」（2018年6月27日 - 7月1日、六行会ホール） - 主人 四童子結衣 役
- 若宮亮プロデュース「雨を忘れる」（2018年8月2日 - 14日、三栄町 LIVE STAGE）
- 淡乃晶×高橋みのり×北島とわ 夏の終わりの展示と朗読会「ブルーモーメントの指先」（2018年8月24日 - 26日、La Grotte）
- ガラスとスニーカー「王子様と7人のシンデレラ」（2018年9月13日 - 16日、ザムザ阿佐谷） - 主演
- Spicy Trickプロデュース「赤と黒と僕と君」（2018年10月23日 - 28日、劇場HOPE） - セイラ 役

2019年
- シーズプレイファクトリー「藍寫眞～アオシャシン～」（2019年1月17日 - 20日、池袋・シアターグリーンBIG TREE THEATER）
- ASSH「月に吠えろ、夜ヲ焦ガセ君ヨ」（2019年3月20日 - 24日、池袋・シアターグリーンBIG TREE THEATER）
- アリスインプロジェクト「降臨Hearts&Soul」（2019年4月25日 - 5月6日、池袋・シアターKASSAI） - 高杉晋作 役
- sel.プロデュース「only」（2019年8月3日 - 4日、ステージカフェ下北沢亭）
- ネクス・マネージプロデュース 劇団☆ディアステージ Extraステージ「マジカル・リバース・ワールド2019」（2019年9月26日 - 10月2日、ラゾーナ川崎プラザソル）
- ACTOR`S TRASH ASSH「帝都探偵奇譚ジゴマ2」上海租界編 ～原作・フランス怪盗小説・レオン・サジイ『ジゴマ』より～（2019年12月11日 - 15日、シアターグリーンBIG TREE THEATER）

2020年
- 蜂巣和紀単独コントイベント「蜂巣祭～2020冬の陣～」（2020年1月10日 - 12日、ステージカフェ下北沢亭） - キモオタ 役
- 劇団生粋「夏の夜の夢」（2020年3月25日 - 29日、中目黒キンケロシアター） - パック 役

2021年
- 蜂巣和紀×比嘉ニッコプロデュース『腹笑い』「桃⼦」（2021年1月29日 - 31日、赤坂CHANCEシアター） - ドテチンサンジ 役
- Daisy times produce「ハナコトバ vol.1」（2021年6月11日 - 13日、赤坂チャンスシアター）
- 放課後ビアタイム『ちいさい秋見つけましたか?』「コミカル・コミックマーケット」（2021年10月30日、ステージカフェ下北沢） - 日替わりゲスト ののか 役

2022年
- カラスカ「ざつおん!」（2022年9月7日 - 11日、下落合・TACCS1179） - ティーダ・フチャーリ 役

2023年
- 放課後ビアタイム『鬼はソト、俺はナカください。』「初恋ショコラティエール」（2023年2月3日 - 5日、ステージカフェ下北沢亭） - ガイナ・ジ・エンド 役
- danke「断罪室」（2023年3月15日 - 19日、富士見台・アルネ543） - 美墨 役
- Daisy times produce「プリンセスだって～シンデレラと白雪姫は、暗い塔の中で美女に出逢った～」（2023年4月12日 - 16日、大塚・萬劇場） - ヴィラン 役
- 疾駆猿「重圧世代の彼方此方アイデンティティ」（2023年5月26日 - 6月4日、八王子・スペースM&A） - 溝端畔 役
- Bee×Piiぷろでゅーす「Hey ばあちゃん!テレビ点けて!」（2023年6月28日 - 7月2日、新宿スターフィールド） - 荒幡沙友理 役

2024年
- E-Stage Topiaプロデュース「VALENT」（2024年2月7日 - 11日、ザ・ポケット） - 甘見蜜 役
- danke「遊戯唄ーとおりゃんせー」（2024年4月3日 - 7日、上野ストアハウス） - 主演 滝沢佐保 役
- m sel.プロデュース「それしか、知らない」（2024年6月12日 - 16日、王子小劇場） - 佐倉陽菜 役
- Daisy times produce「色づく海のエスポワール」（2024年7月31日 - 8月4日、新宿・シアターブラッツ） - 藍沢暉莉 役

### 映画
- 短編映画「caféサンキュー」（2016年）[42]　※イベント上映のみ

### テレビドラマ
- 14才の母（2006年、日本テレビ） - 2年3組クラスメイトレギュラー
- 無理な恋愛（2008年、KTV）
- 万引きGメン・二階堂雪 第18作「緊急遺言」（2009年、TBS）
- 曲げられない女（2010年、日本テレビ）
- ヤンキー君とメガネちゃん（2010年、TBS） - 柏原梨沙 役
- 外科医 須磨久善（2010年、テレビ朝日） - 医大生 役
- 大切なことはすべて君が教えてくれた（2011年、フジテレビ） - 女子高生 役
- 美咲ナンバーワン!!（2011年、日本テレビ） - 可菜の友達 役
- 華和家の四姉妹 第1話（2011年、TBS）
- おとり捜査官・北見志穂（2012年、テレビ朝日） - 桂木涼子の幼少時代 役
- 応援美女子! 番組内ドラマ「INORIGAMI」（2015年、千葉テレビ）
- 男と女のミステリー時代劇 第12話「老いての楽しみ」（2016年、BSジャパン） - みつ 役
- 拝み屋怪談Ⅱ 第十夜「贈り物」（2019年、BSテレ東）

### テレビ
- 痛快TV スカッとジャパン（2015年6月22日、フジテレビ）

### アニメ
- GLAMOROUS HEROES 第6・7話（2017年、モルガン）　※第8話後のWEB配信「グラマラスヒーローズ the バラエティ」にも出演

### CM
- 江崎グリコ「ポッキー」（2009年）
- JR東日本「MY FIRST AOMORI 電車篇」（2010年）

### ラジオ
- Girls Go Go!「まゆおの154cmメンタルジャーニー」（レインボータウンFM（江東区）、毎週日曜日 16:30 - 17:00、2015年5月3日 - 6月28日） - メインパーソナリティー
- Sweet Afternoon「さやどん・まゆおのSo-Cool？」（レインボータウンFM（江東区）、隔週日曜日 16:00 - 16:30、2015年8月2日 - ） - パーソナリティー

### WEB番組
- ひなとり（ニコ生公式番組、19:15 - 20:00）

### PV
- 岡本玲「teenage days」（2008年）
- Maichi×LGYankees「Nostalgia」（2009年）
- R指定「毒盛る」（2011年） - メイン・麻美 役
- ブレイク☆スルー「とりあえず聴いてくださいorz」（2015年） - 女子高生 役
- R指定「毒廻る」（2017年） - 麻美 役

### グラビア活動
- グラビア甲子園2014（2014年）ファイナリスト
- 美女暦モデル（2015年8月4日）[43]
- GPS撮影会
- 山本真夢photobook「mayu?」（2017年、amulette）

### 雑誌
- フォトテクニックデジタル

### その他
- TOKYO FASHION COLLECTION（2014年5月1日、赤坂BLITZ）[44]